# فؤاد عيسى الجوني
فؤاد عيسى الجوني وزير سابق للصناعة في سورية  من مواليد 1950. كان سابقاً أستاذ في الهندسة الميكانيكية في جامعة حلب. حاصل على درجة الدكتوراه في علم المعادن من جامعة شيفيلد في المملكة المتحدة.